# Reality (песня Кенни Чесни)
«Reality» (с англ. — «Реальность») — песня американского кантри-певца и автора-исполнителя Кенни Чесни при участии Грейс Поттер, вышедшая 31 мая 2011 года в качестве пятого сингла из его 13-го студийного альбома Hemingway’s Whiskey (2010) на лейбле BNA Records. «You and Tequila» — песня, написанная Чесни и Бреттом Джеймсом.
В марте 2012 года песня достигла первого места в американском чарте Billboard Hot Country Songs, где лидировала одну неделю.

## История
Чесни написал песню в соавторстве с Бреттом Джеймсом и рассказал Рэю Уодделлу из журнала Billboard, что идея написать ее возникла у него, когда он сидел в кресле дантиста в противогазе. «Была пара лет, когда я был так занят в дороге, что как бы оцепенел», — сказал Чесни. «Я не уставал, не уставал, не был счастлив, я был просто оцепеневшим. И вот я пришел к стоматологу, чтобы сделать что-то, а на меня надели противогаз, и я такой: „Ух ты, я так расслаблен, как не был уже много лет!“. Я подумал: „Вот почему люди курят травку именно здесь! Вот оно! Я не курю травку, но люди делают это именно поэтому, я вам гарантирую. Потому что это уводит их от реальности“. Я даже спросил своего дантиста: „Я просто хочу прийти сюда и посидеть немного, вы можете это сделать?“ Он ответил: „Мы не можем этого сделать, у нас будут проблемы“. Клянусь, я начал писать эту песню по дороге домой. Но потом я рассказал о ней всем, кто приходит к нам. Вот что такое живая музыка. Это побег от реальности. Вот почему в детстве я любил ее. Я и сейчас люблю ходить на концерты, люблю живую музыку. Вот откуда у меня появилась идея написать эту песню, это мое послание фанатам, что это нормально — вырваться на свободу и убежать от реальности вместе с нами».

## Отзывы
Песня получила умеренные отзывы от музыкальных критиков. Билли Дьюкс из Taste of Country поставил песне три звезды из пяти, сказав, что она «делает и говорит все правильные вещи», но «[не] передает живую энергию, которую Чесни постоянно вставлял в темповые хиты в прошлом». Кевин Джон Койн из Country Universe поставил песне оценку B, сказав, что, хотя у нее «сильная концепция», исполнение «довольно плоское». Далее он говорит, что продюсирование «никогда не взлетает» и «держит вещи немного слишком приземленными в реальности, чтобы они действительно звучали как эскапизм, который они прославляют».

## Музыкальное видео
Режиссером клипа выступил Шон Сильва, а премьера состоялась 12 октября 2011 года.

## Чарты
Песня «Reality» дебютировала на 50-м месте в американском чарте Billboard Hot Country Songs за неделю 15 октября 2011 года. Она также дебютировала под номером 97 в чарте Billboard Hot 100 за неделю 19 ноября 2011 года и под номером 96 в чарте Canadian Hot 100 за неделю 17 декабря 2011 года.
В марте 2012 года песня достигла первого места в американском чарте Billboard Hot Country Songs, где лидировала одну неделю. Песня стала 21-м чарттоппером Чесни в этом хит-параде кантри-музыки и он 12-й год подряд имеет хиты номер один (впервые он лидировал в 1997 году с хитом «She’s Got It All»). Чесни ежегодно, начиная с 2001 года, занимает хотя бы один раз первое место в списке лучших песен в стиле кантри (в 2007 году он трижды лидировал в чарте). Его 12-летняя серия лидерства в чарте с хотя бы одним титулом «номер один» сравнялась с Лореттой Линн (также 12 в 1967—78 годах) и опередила Тимом Макгроу (11; 1994—2004) и Долли Партон (11; 1977—87), став четвёртой по продолжительности за всю 67-летнюю историю чарта. Всего три исполнителя имеют более продолжительный период ежегодных № 1: Джордж Стрейт — 18 (1983—2000); Ронни Милсап — 16 (1974—89); Alabama — 14 (1980—93).
| Чарт (2011—2012)                    | Высшая позиция |
| ----------------------------------- | -------------- |
| Канада (Billboard Country)          | 2              |
| Канада (Billboard Canadian Hot 100) | 77             |
| США (Billboard Hot Country Songs)   | 1              |
| США (Billboard Hot 100)             | 62             |

| Чарт (2012)                  | Позиция |
| ---------------------------- | ------- |
| US Country Songs (Billboard) | 13      |